# Pera Toons
Pera Toons, pseudonimo di Alessandro Perugini (Arezzo, 16 luglio 1982), è un fumettista, youtuber e grafico italiano.

## Carriera
Nato ad Arezzo, è poi cresciuto a Terontola, frazione di Cortona. Dopo essersi diplomato allo IED di Milano ha iniziato a lavorare come grafico pubblicitario.
A metà degli anni dieci inizia a pubblicare i suoi fumetti per hobby su Instagram sulla pagina Pera Games, ottenendo un buon seguito; le sue strisce, ispirate dai rage comics, sono stilizzate e minimaliste: gli sfondi sono di colore uniforme a tinte pastello, i dettagli ridotti al minimo necessario e i personaggi son disegnati con una grossa testa tonda senza naso, e con due puntini come occhi. Nonostante la sua semplicità, lo stile è immediatamente riconoscibile, diventando quasi un marchio di fabbrica dell'autore, e contribuisce in maniera importante all'effetto comico delle battute. Le strisce, basate spesso su battute semplici e immediate, evitano completamente volgarità e riferimenti a politica o ad argomenti controversi, in modo da arrivare ad un pubblico più ampio possibile senza correre il rischio di essere censurate dall'algoritmo dei social network. 
Il suo successo iniziale sui social è legato agli "enigmi a fumetti" in cui il lettore deve risolvere dei piccoli enigmi o indovinelli di logica, ad esempio per scoprire chi ha ucciso il protagonista Kenny (il cui nome è un chiaro omaggio a South Park). Questo format, grazie al grande numero di commenti generati dagli utenti che scrivevano la soluzione, ha contribuito in maniera decisiva a rendere virali i suoi contenuti. Oltre agli enigmi le sue strisce spesso includono freddure e rielaborazioni di vecchie barzellette. 
Nel 2017 durante il festival Lucca Comics presenta il suo lavoro a Emanuele Di Giorgi, cofondatore della casa editrice Tunué, che decide di offrirgli un contratto per pubblicare un libro. L'anno seguente pubblica il suo primo libro, Chi ha ucciso Kenny? che raccoglie alcuni degli enigmi a fumetti già pubblicati online ottenendo un discreto successo. Nel 2019 prosegue sulla stessa linea pubblicando "Il trono di Kenny. Chi ha ucciso Kenny?". 
L'avvento della Pandemia di COVID-19 e il crescente successo dei canali TikTok e YouTube in cui pubblica brevi video di "fumetti animati" dove i suoi personaggi raccontano brevi freddure, porta Perugini a virare verso la comicità non-sense. Al riguardo l'autore ha dichiarato: «L’obiettivo, in quei mesi assurdi, era quello di cercare di alleviare la pesantezza del presente con la leggerezza di una freddura, una al giorno, giorno per giorno». 
Il suo terzo libro "Ridi che è meglio", che univa il nuovo stile comico a delle dinamiche da libro game, uscito a ottobre 2020 con una tiratura iniziale di tremila copie, ottenne un rapido successo arrivando nel giro di due anni a venderne oltre centotrentamila. A luglio 2025 ha superato le trecentomila copie, diventando il fumetto italiano più venduto da quando sono iniziate le rilevazioni delle vendite nel 2008.
Anche i successivi libri confermano il suo successo, specialmente nella fascia di età fra gli otto e i dodici anni. “Ridi a CreepyPelle” del 2022 ha venduto oltre 160 mila copie, “Divertimenti” del 2023 oltre centomila, consacrandolo come uno dei fumettisti di maggior successo degli anni venti in Italia. 
I suoi video sono anche tradotti in spagnolo, dove il suo canale YouTube ha superato i 2 milioni di iscritti, e in portoghese dove arriva a un milione di iscritti principalmente localizzati in Brasile.
Da giugno del 2025 inizia a pubblicare fumetti su Topolino, con la serie 6 curiosità su... Le sue storie sono inoltre apparse su diversi quotidiani nazionali, tra cui La Repubblica e La Stampa.

## Opere
- Chi ha ucciso Kenny?, Tunué, 2018,  p. 116, ISBN 8-86-790-3020.
- Il trono di Kenny. Chi ha ucciso Kenny?, Tunué, 2019,  p. 114, ISBN 8-86-790-339X.
- Ridi che è meglio, Tunué, 2020,  p. 144, ISBN 8-86-790-3942.
- Sfida all'ultima battuta, Tunué, 2021,  p. 176, ISBN 8-86-790-4191. (edito poi in Spagna col nome Batalla de chistes)
- Giochi e risate, Tunué, 2022,  p. 160, ISBN 8-86-790-3020.
- Pera Toons. Calendario da parete con stickers, vignette e freddure tutte da ridere, Pon Pon Edizioni, 2022, ISBN 8-89-330-4066.
- Ridi a CreepyPelle, Tunué, 2022,  p. 160, ISBN 8-86-790-4736.
- Divertimenti, Tunué, 2023,  p. 160, ISBN 8-86-790-521X.
- Il libro delle risposte di Pera Toons, Pon Pon Edizioni, 2023,  p. 160, ISBN 8-89-330-449X.
- Fatti una risata, Tunué, 2023,  p. 160, ISBN 8-86-790-5341.
- Che spasso!, Tunué, 2024,  p. 160, ISBN 9788867906345.
- Rid-ere, Tunué, 2024,  p. 160, ISBN 978-8867906406.
- Prova a non ridere, Tunué, 2025,  p. 160, ISBN 978-8867907250.